# Megachile crotalariae
Megachile crotalariae là một loài Hymenoptera trong họ Megachilidae. Loài này được Schwimmer mô tả khoa học năm 1980.